# Интегральная схема специального назначения
ASIC (аббревиатура от англ. application-specific integrated circuit, «интегральная схема для конкретного применения») — интегральная схема, специализированная для решения конкретной задачи. В отличие от обычных интегральных схем общего назначения, специализированные интегральные схемы применяются в конкретном устройстве и выполняют строго ограниченные функции, характерные только для данного устройства; вследствие этого выполнение функций происходит более эффективно и, в конечном счёте, дешевле. Примером ASIC может являться микросхема, разработанная исключительно для управления радиоканалом мобильного телефона, микросхемы аппаратного кодирования/декодирования аудио- и видеосигналов (сигнальные процессоры).
Микросхема ASIC имеет узкий круг применения, обусловленный жёстко предопределённым набором её функций.
Современные ASIC часто содержат 32-битный или даже 64-битный процессор, иногда — в количестве нескольких ядер, блоки памяти (как ПЗУ, так и ОЗУ) и другие крупные блоки. Такие ASIC часто называют однокристальной системой.
При разработке цифровых ASIC для описания их функциональности используют языки описания аппаратных устройств (HDL), такие как Verilog и VHDL.